# Otostigmus taeniatus
Otostigmus taeniatus är en mångfotingart som beskrevs av Pocock 1896. Otostigmus taeniatus ingår i släktet Otostigmus och familjen Scolopendridae.
Artens utbredningsområde är Tanzania. Inga underarter finns listade i Catalogue of Life.